# A Canção do Sul
Song of the South (br/pt A Canção do Sul ) é um filme estadunidense, do gênero comédia, produzido por Walt Disney, e lançado pela RKO Radio Pictures. Foi lançado nos Estados Unidos em 12 de novembro de 1946. Foi o primeiro filme da Disney a utilizar atores reais interagindo com animações, um avanço na época. O filme é baseado em Tio Remus de Joel Chandler Harris. Foi altamente criticado por conteúdo racista, chegando a ser retirado de circulação. Devido a essa controvérsia, a Disney não lançou o filme em nenhum formato de vídeo nos Estados Unidos, apenas em alguns países. Algumas das sequências musicais e animadas foram lançadas por outros meios.
A música "Zip-a-Dee-Doo-Dah" ganhou o Oscar de Melhor Canção Original em 1948, e o ator James Baskett recebeu um Oscar de Honra por sua atuação como Tio Remus.

## Sinopse
Traz como personagem central, Tio Remus - um grande contador de histórias. Através de suas "fantasias", dá lições de vida àqueles que gostam de ouvir as desventuras do Coelho e suas eternas tentativas de ludibriar a raposa e o urso.

## Elenco
- James Baskett: Tio Remus
- Bobby Driscoll: Johnny
- Luana Patten: Ginny
- Glenn Leedy: Toby
- Ruth Warrick: Sally
- Lucile Watson: Vovó
- Hattie McDaniel: Tia Tempy
- Erik Rolf: John
- Olivier Urbain: Sr. Favers
- Mary Field: Sra. Favers
- Anita Brown: Aia
- George Nokes: Jake Favers
- Gene Holland: Joe Favers

## Produção
A Disney começou a desenvolver o filme em 1939, a principio, foi planejado um longa totalmente animado. As cenas ao ar livre foram gravadas em Phoenix, Arizona, onde foi construído uma plantação e campos de algodão. As demais cenas foram filmadas no Samuel Goldwyn Studio, em Hollywood. O ator James Baskett já era conhecido de Walt Disney, pois havia dublado o personagem Fat Crow no filme Dumbo, em 1941.

## Lançamento
O filme estreou em 12 de novembro de 1946, no Fox Theater em Atlanta. James Baskett e Hattie McDaniel não participaram da estreia, pois Atlanta era uma cidade racialmente segregada.
O longa foi relançado nos cinemas várias vezes após sua estreia original: em 1956, pelo décimo aniversário; em 1972, pelo 50º aniversário da Walt Disney Productions; em 1973, junto com os Aristocats; em 1980, pelo centésimo aniversário das histórias clássicas de Harris; e em 1986, pelo 40º aniversário do filme e para divulgar a atração Splash Mountain (que é baseada no filme) na Disneylândia e Disney World.
"Song of the South" é o único "Clássico da Disney" que não foi lançado em nenhum formato de vídeo nos Estados Unidos, sendo lançado em VHS em outros países. Foi exibido algumas vezes na televisão americana, até a década de 1980, mas nunca foi exibido na integra. 
A Canção do Sul não está disponível no serviço de streaming da Disney, Disney+, que foi lançado nos Estados Unidos em 2019. Durante uma reunião de acionistas, o presidente executivo da Disney e ex-CEO Bob Iger afirmou que o filme não estará disponível no serviço, nem mesmo com um alerta de "representações culturais desatualizadas", afirmando que o filme "não é apropriado no mundo de hoje".